# Sighetu Marmației
Sighetu Marmației (inoffiziell Sighet; deutsch Marmaroschsiget, ungarisch Máramarossziget, ukrainisch Сигіт Syhit, ruthenisch Sihota) ist eine Stadt im Kreis Maramureș in Rumänien an der Grenze zur Ukraine und liegt im Theiß-Tal.
Ältere Bezeichnungen sind auf Rumänisch Sighetul-Maramurășului sowie auf Deutsch Sighet und auf Ungarisch Sziget, was „Insel“ bedeutet.
Die Stadt hatte 2007 um die 41.600 Einwohner. Im Jahr 2011 waren es laut Zensus 37.640, davon 13 % Ungarn, 2,3 % Ukrainer und 1,5 % Roma. Die benachbarten Ortschaften sind Sarasău, Săpânța, Giulești, Vadu Izei, Rona de Jos, Bocicoiu Mare und Solotwyno in der Ukraine.

## Geschichte
Die Region von Sighet war bereits in der Bronzezeit von Menschen besiedelt. Es gab eine sehr wichtige Verbindung in das Tal der Theiß. Die ersten Zeugnisse einer festen Ansiedlung stammen aus dem 11. Jahrhundert.
Der ungarische König Ladislaus IV. siedelte zwischen 1272 und 1290 die ersten Rumänen dort an. 1326 wurde der Ort erstmals urkundlich erwähnt. Die Drágfy-Familie aus Maramureș war die Gründerin des Fürstentums Moldau. Im Jahr 1352 war die Stadt eine freie Königsstadt und war der Verwaltungssitz des Komitats Máramaros.
Ab 1556 wurde die Siedlung – wie auch die Burg von Huszt – zur Residenzstadt der Fürsten von Siebenbürgen. Von 1570 bis 1733 wurde die Stadt dann Teil des Großfürstentums Siebenbürgen. Im Jahr 1733 wurde Máramarossziget durch den ungarischen König Karl III. wieder Bestandteil des Königreiches Ungarn.
Nach dem Ersten Weltkrieg kam Siebenbürgen gemäß dem Vertrag von Trianon zu Rumänien, aber nach dem Zweiten Wiener Schiedsspruch von 1940 war es wieder Bestandteil von Ungarn. Die faschistische ungarische Besatzungsregierung unter dem Pfeilkreuzler Ferenc Szálasi deportierte bis zum Jahr 1944 mehr als 20.000 Juden von Sighet nach Auschwitz und in andere Konzentrationslager. Heutzutage leben nur noch etwa 100 Juden in der Stadt.
Gemäß dem Pariser Vertrag nach dem Zweiten Weltkrieg kam Siebenbürgen wieder zu Rumänien, so dass die Stadt von 1952 bis 1960 Teil der Verwaltungs-Region Baia Mare wurde. Seit 1968 ist sie schließlich Bestandteil des Kreises Maramureș.
Seit 1997 existiert hier das Memorial Sighet, eine Gedenkstätte für Opfer des Kommunismus und Mitglieder des antikommunistischen Widerstands.

## Verkehr
Ende August 2007 wurde die historische Grenzbrücke Sighetu Marmației in die Ukraine geschlossen. Am 30. Juni 2008 fand die feierliche Neueröffnung statt. Die Holzbrücke über die Teiß, an der Grenze zur Ukraine, die nur für 3,5 Tonnen schwere Fahrzeuge zugelassen ist, soll laut einem Beschluss von Ende 2023 mit einer neuen Betonbrücke ersetzt werden.
Der Bahnhof Sighetu Marmației liegt an den Bahnstrecken von Debrecen und nach Iwano-Frankiwsk. In Sighetu Marmației, etwa 65 Kilometer von der Kreishauptstadt Baia Mare entfernt, treffen die Nationalstraßen (Drum național) DN18 und DN19 aufeinander.

## Sehenswürdigkeiten
- Muzeul Satului Maramureșean Dorfmuseum der Region Maramures

## Persönlichkeiten
- Jekusiel Jehuda Teitelbaum (1808–1883), war hier Oberrabbiner (1858–1883)
- Chananja Jom Tow Lipa Teitelbaum (1838–1904), chassidischer Gelehrter, war hier Oberrabbiner (1883–1904)
- Hersch Leib Gottlieb (Hersch Leib Sigheter) (1829–1930), jüdischer Zeitschriftenherausgeber, wurde hier geboren und gab 1878 hier die erste hebräischsprachige Zeitschrift in Österreich-Ungarn heraus
- Franz von Bolgár (1851–1923), österreich-ungarischer Offizier, Publizist und Politiker, wurde hier geboren
- Simon Hollósy (1857–1918), Maler, wurde hier geboren
- Tibor Gerevich (1882–1954), Kunsthistoriker, wurde hier geboren
- Joel Teitelbaum (1887–1979), Rabbiner, wurde hier geboren
- John Gassner (1903–1967), Theaterwissenschaftler, Kulturjournalist, Pädagoge und Herausgeber, wurde hier geboren
- Alexander Friedman (1905–1987), israelischer Architekt, wurde hier geboren
- Gisella Perl (1907–1988), jüdische Gynäkologin und inhaftierte Lagerärztin in Auschwitz, wurde hier geboren
- Magda Rigó (1910–1985), Opernsängerin, wurde hier geboren
- Moshe Teitelbaum (1914–2006), amerikanischer chassidischer Theologe und Rabbiner, wurde hier geboren
- Amos Manor (1918–2007), Direktor des Schin Bet
- Hédi Fried (1924–2022), jüdische Psychologin und Überlebende der KZs Auschwitz und Bergen-Belsen[7]
- Elie Wiesel (1928–2016), US-amerikanischer Schriftsteller und Nobelpreisträger, wurde hier geboren
- György Jakubinyi (* 1946), römisch-katholischer Erzbischof von Karlsburg (Alba Iulia), wurde hier geboren
- Tudor Gavril Dunca (* 1951), Politiker, Elektroingenieur und ehemaliger Botschafter, wurde hier geboren
- Cristian Oros (* 1984), Fußballspieler, wurde hier geboren
- Alisia Boiciuc (* 2005), Handballspielerin, wurde hier geboren

## Galerie

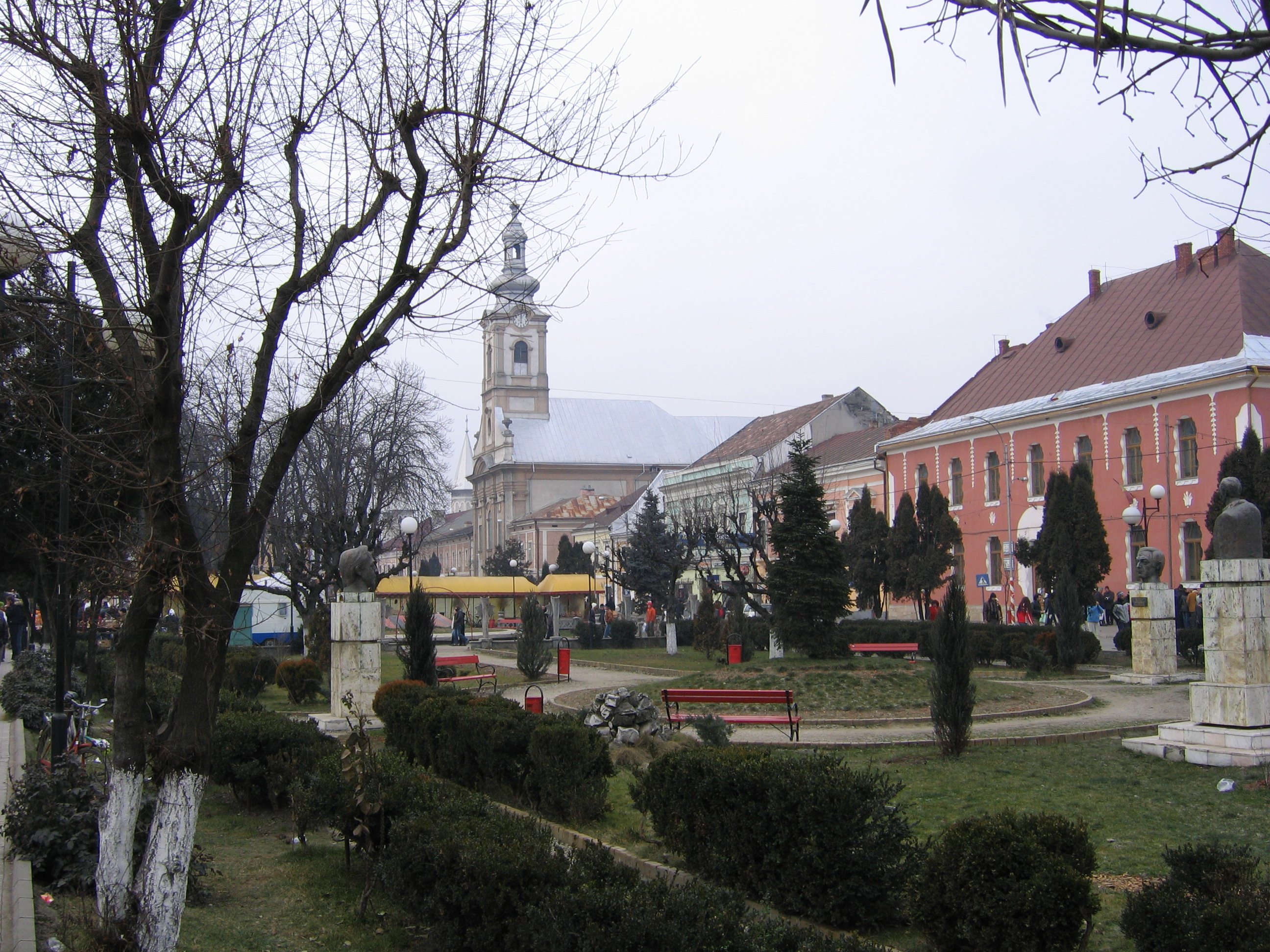
Park im Zentrum
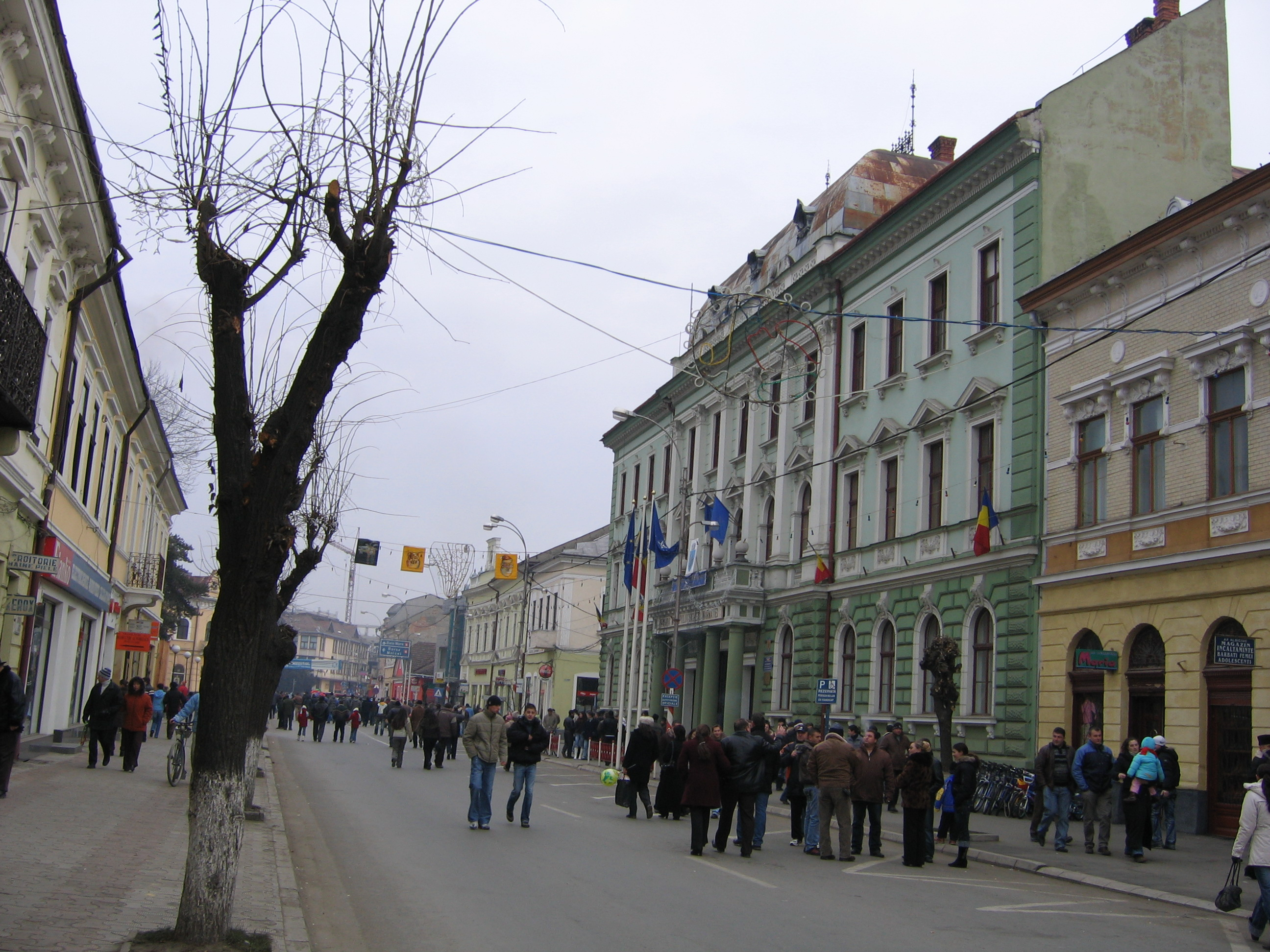
Hauptstraße im Zentrum
Kulturhaus
2007 renovierte ruthenische Kirche im Zentrum
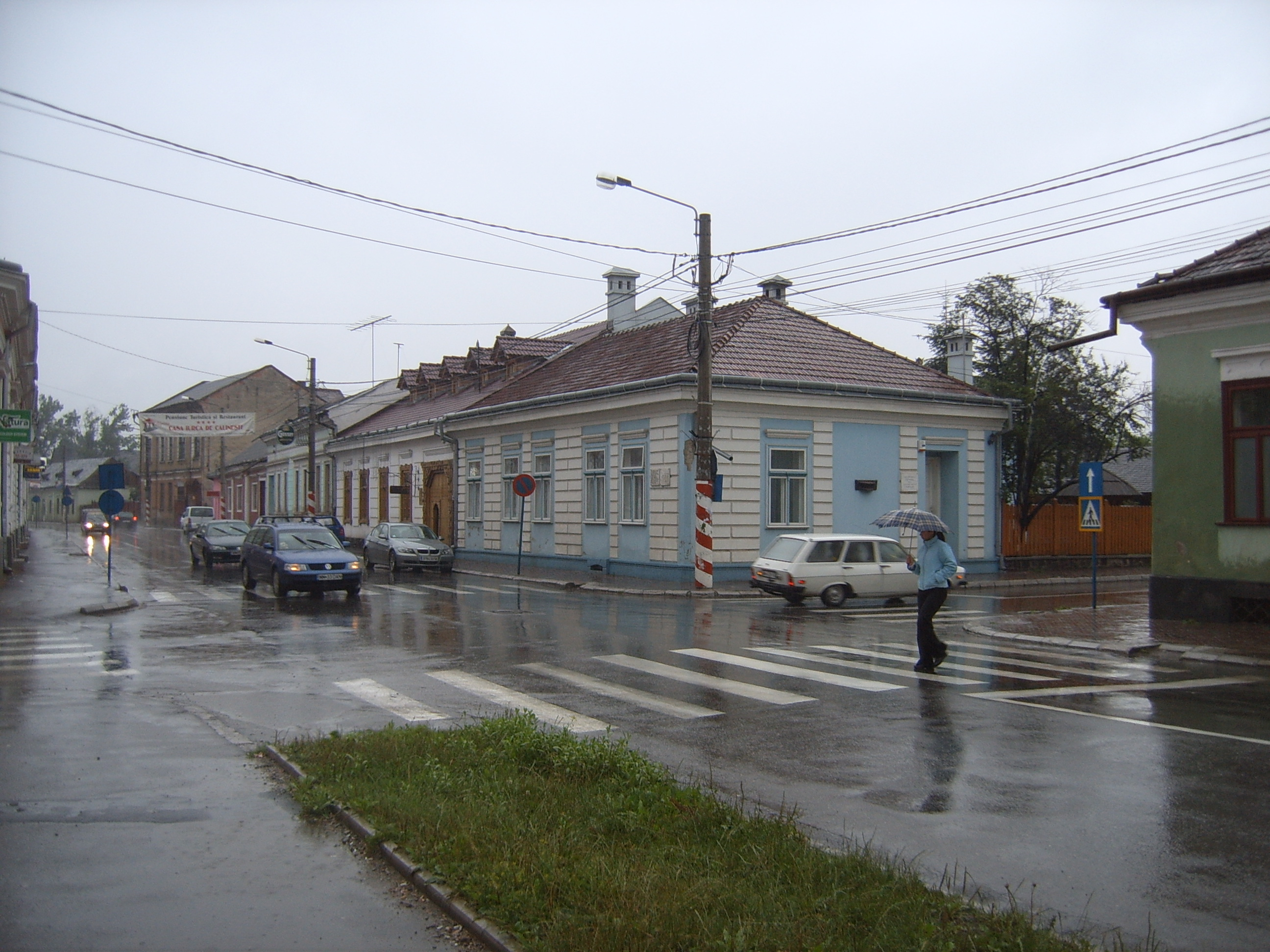
Geburtshaus Elie Wiesels